# Boechera lignifera
Boechera lignifera là một loài thực vật có hoa trong họ Cải. Loài này được (A.Nelson) W.A.Weber mô tả khoa học đầu tiên năm 1982.